# Codemasters
The Codemasters Company Limited (Codemasters, раніше відома як Code Masters, часто в пресі зустрічається варіант Codies) — один з найстаріших британських розробників відеоігор. Компанія є власником Glu Mobile.
Компанія відома за розробку таких серій відеоігор, як: Dizzy, Dirt, F1, Colin McRae Rally тощо.

## Історія
Компанія заснована в 1985 році Річардом та Девідом Дарлінгами (до цього вони працювали в  компанії Mastertronic). Codemasters швидко зайняли примітне місце на ринку відеоігор для платформи ZX Spectrum, в основному завдяки відеоіграм, в яких треба було розгадувати нескладні головоломки, комбінуючи між собою різноманітні об'єкти. Наприклад, серія відеоігор Dizzy. 
Хоча компанія успішно почала саме з відеоігор для ZX Spectrum, вона також випускала продукти (в том числі й серію Dizzy) й для інших ігрових систем: Enterprise 128, VIC-20, Commodore 64, Commodore 16, BBC Micro, Acorn Electron, Amstrad CPC, Atari 400/800, Commodore Amiga і Atari ST.
У листопаді 2019 року за 30 мільйонів доларів США Codemasters придбала компанію Slightly Mad Studios, творця та розробника серії відеоігор Project CARS. На момент придбання в компанії працювало близько 150 співробітників.
У травні 2022 року EA приєднала дочірню компанію Codemasters Codemasters Cheshire до Criterion Games, чинної дочірньої компанії EA, щоб підтримати зусилля над серією Need for Speed, оскільки обидві компанії вже працювали разом над новою грою серії протягом декількох місяців, а пізніше того ж року в жовтні оголосила про нову гру під назвою Need for Speed Unbound, яка вийшла 2 грудня 2022 року.

## Розроблені відеоігри
- Colin McRae Rally (1998) (PC)
- Colin McRae Rally 2.0 (2000) (PC, GBA)
- Colin McRae Rally 3 (2002) (PC, Xbox, PlayStation 2)
- Colin McRae Rally 04 (2004) (PC)
- Colin McRae Rally 2005 (2004) (PC, Xbox, PlayStation 2, PSP)
- Clive Barker's Jericho (2007) (PC, Xbox 360, PlayStation 3)
- Colin McRae: DiRT (2007) (PC, Xbox 360, PlayStation 3)
- Race Driver: GRID (2008) (PC, Xbox 360, PlayStation 3, NDS)
- Colin McRae: DiRT 2 (2009) (PC, Xbox 360, PlayStation 3)
- F1 2009 (2009) (PlayStation Portable, Wii)
- Race Driver: GRID Reloaded (2010) (Xbox 360, PlayStation 3)
- F1 2010[en] (2010) (PC, Xbox 360, PlayStation 3)
- F1 2011[en] (2011) (PC, Xbox 360, PlayStation 3, 3DS)
- DiRT 3 (2011) (PC, Xbox 360, PlayStation 3)
- DiRT: Showdown (2012) (PC, Xbox 360, PlayStation 3)
- F1 2012 (2012) (PC, Mac OS X, Xbox 360, PlayStation 3)
- F1 Race Stars (2012) (PC, Xbox 360, PlayStation 3, Wii U)

- Race Driver: GRID 2 (2013) (PC, Xbox 360, PlayStation 3)
- GRID Autosport  (2014) (PC, Xbox 360, PlayStation 3)
- DiRT: Rally (2015) (PC, Xbox One, PlayStation 4)
- DiRT 4 (2017) (PC, Xbox One, PlayStation 4)
- F1 2017 (2017) (PC, Xbox One, PlayStation 4)

## Логотип

Перший логотип компанії з 1986 по 1991 рік
Третій логотип компанії з 2007 року